# Bitka pri Mobley's Meeting House
Bitka pri Mobleyjevi sejni hiši (včasih imenovana tudi Gibsonova sejna hiša) je bil spopad, ki se je zgodil med ameriško revolucionarno vojno v naselju Mobley v okrožju Fairfield v Južni Karolini med južno kampanjo generala lorda Cornwallisa.
8. junija 1780 je majhna skupina wigovske milice pod vodstvom polkovnika Williama Brattona presenetila zbirališče konzervativne milice pri Mobleyjevi sejni hiši, približno 10 km zahodno od današnjega Winnsbora, Južna Karolina. Mnogi konzervativci so poskušali pobegniti s spustom po strmem nasipu; ta poskus je povzročil več žrtev, kot jih je povzročil dejanski spopad. Nekaj torijcev se je skrilo v utrjenem obrambnem stolpu, a so bili pregnani in poraženi.
Bitka je bila ena od niza majhnih zmag whigovske milice, ki je dvignila moralo in podporo njihovi stvari, potem ko je kontinentalna armada maja 1780 utrpela velike poraze pri obleganju Charlestona in pri Waxhawsu, ter je predhodila bolj organiziranemu odporu, ki so ga vodili voditelji milic, kot sta bila Thomas Sumter in Francis Marion.

## Ozadje
Skozi leto 1779 in začetek leta 1780 je britanska "južna strategija" za ponovno pridobitev nadzora nad svojimi uporniškimi provincami v ameriški revolucionarni vojni potekala dobro, z uspešnimi amfibijskimi operacijami pri zavzetju Savannaha in obleganju Charlestona ter porazom redkih preostalih čet kontinentalne armade v Južni Karolini v bitki pri Waxhawsu 29. maja 1780. Britanci, ki so imeli popoln nadzor nad Južno Karolino in Georgijo, so v notranjosti obeh držav vzpostavili postojanke za novačenje lojalistov in zatiranje patriotskih uporov.
Ena od teh postojank je bila ustanovljena pri Rocky Mountu, blizu sotočja Rocky Creeka in reke Catawba, južno od današnjega Great Fallsa v Južni Karolini. V tej postojanki je bil nameščen polk newyorških prostovoljcev pod poveljstvom podpolkovnika Georgea Turnbulla. Druga postojanka je bila ustanovljena pri Shirer's Ferryju, blizu območja Dutch Fork na vzhodnem bregu reke Broad River (Karolina), ki je služila kot zbirališče torijevske milice.

## Predigra
Torijci na tem območju so začeli ropati in pleniti vigovsko posest ter v začetku junija 1780 ustanovili tabor v Mobleyjevi hiši za srečanja, približno 12 km severno od Shirerjevega trajekta, ki se je nahajal na visokem nasipu na rokavu reke Little River v okrožju Fairfield. Bili so pod poveljstvom polkovnika Roberta Colemana iz okrožja Fairfield, polkovnika Josepha Fleuquinyana in stotnika Williama Nicholsa. Ta skupina je oropala veliko wigovskih posestva na tem območju, zlasti članov družine Hampton in poslala Johna in Henryja Hamptona kot ujetnika lordu Cornwallisu v Camden. Tako obloženi s plenom so čakali na britansko pomoč.
Richard Winn, pomemben wigovski voditelj na tem območju, je začel zbirati podpornike na svojo stran. Do 7. junija je v okrožju New Acquisition (približno okrožje York, Južna Karolina) zbral sile med sto in dvesto možmi. Njihovi glavni poveljniki so bili polkovnik William Bratton, ki je vodil wigovsko milico od začetka vojne leta 1775 ter polkovniki Edward Lacey, John McClure, Samuel Watson, Cooper in William Hill. To skupino so v veliki meri sestavljale wigovske sile, ki so dan prej premagale in razpršile zbor konservativcev v Beckhamvillu v Južni Karolini. Polkovnik Bratton je bil izvoljen za generalnega poveljnika bitke, ki je tistega dne odjahala proti Mobleyju in prispela v zgodnjih jutranjih urah. Ugotovili so, da tabor, čeprav je imel utrjen obrambni stolp in je bila sama sejna dvorana trdne konstrukcije, ni bil posebej pripravljen na morebiten napad in so načrtovali presenetljiv napad.

## Bitka
Napad se je zgodil ob zori z napadom na cerkev in stolp. Wigovske sile so napadle s treh strani, četrto pa so pustile nepokrito, saj so menili, da je njen strmi nasip preveč nevaren za vzpon med napadom ali spust po njem med umikom. Vendar pa je med zmedo in paniko več torijcev poskušalo prav to in bilo pri tem ranjenih. Na obeh straneh je bilo zabeleženih le malo žrtev, razen tistih, ki so nastale zaradi padcev po nasipu. Velik del plena je bil pobran in vrnjen lastnikom, veliko število ujetnikov pa je bilo ujetih in poslanih v Severno Karolino. Po poročilih wigovcev v kratkem času niso utrpeli žrtev. Po poročilih wigovcev v kratki bitki niso utrpeli žrtev, medtem ko so torijci utrpeli nekaj ubitih in ujetih.

## Posledice
Po bitki so nekateri wigovci takoj odšli v Severno Karolino, drugi pa so ostali v Južni Karolini in se vrnili domov. Polkovnik Turnbull, britanski poveljnik pri Rocky Mountu, je v povračilo poslal newyorške prostovoljce (zelenoplaščene torijce) pod poveljstvom stotnika Christiana Hucka. Huckova vojska je izvedla manjši divji napad, uničila plantažo Richarda Winna, dom in župnišče častitega Johna Simpsona (prezbiterijanca) in napadla majhno četo wigovcev, ki so ostali, da bi branili železarno polkovnika Williama Hilla. Po uničenju železarne so wigovci nadaljevali z zbiranjem, kar je privedlo do vzpona Thomasa Sumterja kot pomembnega voditelja milice, Hucku pa se je julija maščeval z [[Huckov poraz]|njegovim porazom]. Podobno zborovanje torijcev v bližnji Severni Karolini je bilo razpršeno 20. junija v bitki pri Ramsourjevem mlinu.

## Zgodovinski pomen
Čeprav je bil ta spopad manjši po obsegu, je predstavljal pomembne simbolne zmage za wigovce. Bitka pri Mobleyjevem srečanju in bitka pri Beckhamvillu sta bila prva dva uspeha wigovcev proti nizu porazov pri Charlestonu, Monckovem kotu, Lenudovem trajektu in Waxhawsu. Drugi neuspehi pri Brandonovem porazu in Hillovi železarni po uspehih pri Beckhamvillu in Mobleyjevem srečanju so še naprej pritiskali na vigovce, toda shodi pri Huckovem porazu (Williamsonova plantaža) in Ramsourjevem mlinu so zagotovili strateško majhne zmage, ki so nudile moralno in duhovno podporo wigovcem, da so preživeli te temne dni. Britanske zmage so se nadaljevale v bitki pri Camdenu in Fishing Creek le dva meseca pozneje 16. in 18. avgusta 1780. Šele 7. oktobra 1780 je odločilna zmaga wigovcev v Kings Mountain začela spreminjati tok dogodkov.

## Zapuščina
Lokacija sejnega doma je približno 6 km zahodno od današnjega Winnsbora, Južna Karolina|Winnsboro ob reki Little River. V bližini, na SSR 18, je bil postavljen znak, približno 2 km zahodno od najdišča. Nekoč je mimo sejnega doma vodila cesta ali pot, vendar je danes nedostopna.

## VIri
- Scoggins, Michael C (2005). The Day It Rained Militia: Huck's Defeat and the Revolution in the South Carolina Backcountry, May–July 1780. Charleston, SC: The History Press. ISBN 978-1-59629-015-0. OCLC 60189717.
- Shelton, Kenneth, All That Dare Oppose Them: The Whig Victory at Mobley's Meeting House, June 1780, (2005)